# Himatolabus pubescens
Espèce
Attelabus pubescens est une espèce d'insectes appartenant à la famille des Anthribidae.